# 이성윤 위성공신교서 및 관련유물
이성윤 위성공신교서 및 관련유물(李誠胤 衛聖功臣敎書 및 關聯遺物)은 인천광역시 부평구에 있는 조선시대의 문서류이다. 2006년 12월 29일 대한민국의 보물 제1508호로 지정되었다.

## 개요
《이성윤 위성공신교서》는 광해군 5년(1613) 3월에 임진왜란 당시 광해군을 호종하는 데 공을 세운 승헌대부(承憲大夫) 금산군(錦山君) 이성윤에게 내린 위성공신(衛聖功臣) 교서(敎書)이다. 위성공신은 광해군이 폐위된 후 삭훈(削勳)되었다. 그 결과 구체적인 내용은 실록을 비롯한 모든 기록에서 삭제되었으므로 인적사항 등 자세한 사항이 전하지 않고 대강만 알려져 있을 뿐이었는데 본 교서를 통하여 알 수 있게 되었다. 현재 지정된 위성공신교서는 보물 제494-2호 정탁, 보물 제1306호 유몽인이 있다. 이 문서는 광해군 때 공신에게 내려진 교서의 형태를 완벽하게 간직하고 있으며 뒷면에는 제진자(製進者) 및 서사자(書寫者)가 밝혀져 있어 교서의 양식과 문체의 연구에 중요한 자료로서 가치가 높다.
함께 보관된 《교지》는 1669年(현종 10) 8月 24일에 이성윤에게 승헌대부(정2품)에서 흥록대부(興祿大夫, 정1품)로 올려주고 충정(忠貞)의 시호(諡號)를 내리는 증시교지(贈諡敎旨)이다. 《현종 실록》 현종 10년 8월 24일 갑신조(甲申條)에 “고 금산군 이성윤에게 충정(忠貞)이란 시호를 내렸다”라 기록되어 있어 시호를 내린 사실을 증명하고 있다.
교서와 교지 외에 이 가문에는 호패와 아홀(牙笏)이 전한다. 한 가문의 호패가 150년 (1677-1822)간에 걸친 것이 16개나 남아 있는 것은 매우 드문 일이며 호패사 연구에도 중요한 자료가 될 것으로 인정된다. 아홀은 하나가 있는데, 이성윤의 후손인 이징구(李徵龜)나 이태구(李泰龜)가 사용했을 것으로 추정된다. 아홀은 1품에 서4품에 이르는 고위관원이 지니는 것이다.

## 같이 보기
- 이성윤

## 참고 자료
- 이성윤 위성공신교서 및 관련유물 - 국가유산청 국가유산포털